# Katrin Budde

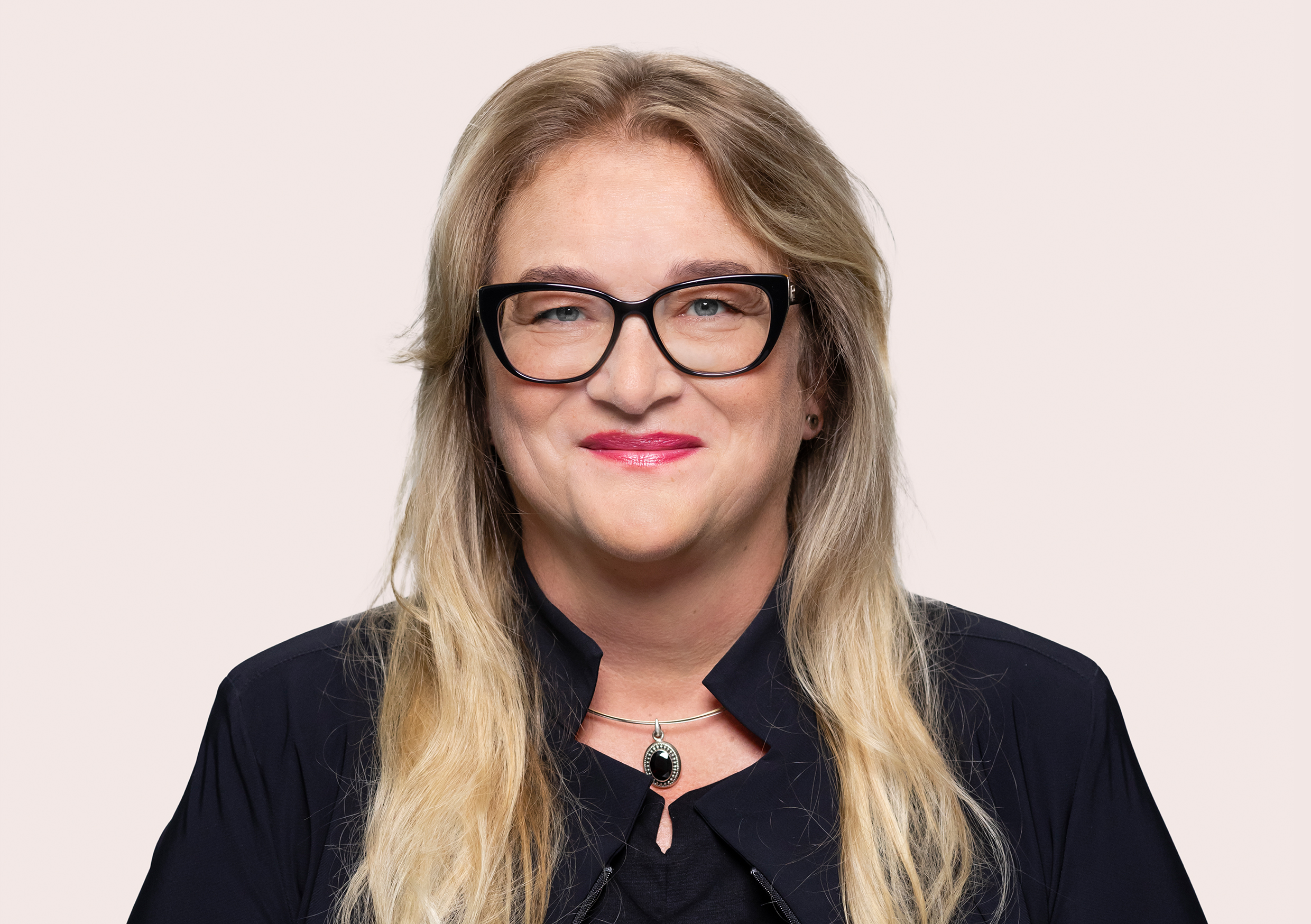
Katrin Budde (2021)

Katrin Budde (* 13. April 1965 in Magdeburg) ist eine deutsche Politikerin (SPD).
Sie war von 1990 bis 2017 Mitglied im Landtag von Sachsen-Anhalt und dort von 2006 bis 2016 Vorsitzende der SPD-Fraktion. Von 2009 bis 2016 war sie zudem Landesvorsitzende der SPD Sachsen-Anhalt. Als Spitzenkandidatin ihrer Partei bei der Landtagswahl 2016 trat sie nach dem schlechten Ergebnis von ihren Ämtern zurück.
Von 2017 bis 2025 gehörte sie dem Deutschen Bundestag an. Sie war Teil des pragmatischen Flügels der SPD-Bundestagsfraktion, dem Seeheimer Kreis. Zuvor war sie bis 2022 Teil der Parlamentarischen Linken der SPD gewesen.

## Familie, Ausbildung und Beruf
Nach dem Abitur 1983 begann sie ein Praktikum im damaligen VEB Schwermaschinenbau „Karl Liebknecht“ in Magdeburg. Anschließend absolvierte sie von 1984 bis 1989 ein Studium an der Technischen Hochschule Magdeburg (ab 1987 Technische Universität), das sie als Diplom-Ingenieurin für Arbeitsgestaltung abschloss. Anschließend war sie bis 1990 als wissenschaftliche Mitarbeiterin im VEB FER (Forschung, Entwicklung, Rationalisierung) tätig.
Budde ist verheiratet, römisch-katholischer Konfession, und hat zwei Kinder.

## Politische Laufbahn
1989 trat sie in die Sozialdemokratische Partei der DDR (SDP) ein. Von 1994 bis 2002 kandidierte Katrin Budde direkt als stellvertretende Vorsitzende; von 2002 bis 2006 gehörte sie dem SPD-Landesvorstand von Sachsen-Anhalt als Beisitzerin an; ab 2006 war sie wieder stellvertretende Vorsitzende.
Am 19. Dezember 2009 wurde Katrin Budde auf einem Sonderparteitag mit 60 von 102 Stimmen zur neuen Landesvorsitzenden der SPD Sachsen-Anhalt gewählt und setzte sich damit gegen den bisherigen Vorsitzenden Holger Hövelmann (41 Stimmen) durch.
Im Januar 2015 wurde Katrin Budde vom Landesvorstand ihrer Partei einstimmig zur Spitzenkandidatin für die Landtagswahl im Frühjahr 2016 nominiert und kündigte an, ohne Koalitionsaussage in den Wahlkampf ziehen zu wollen. Am 8. März wurde sie von einem Sonderparteitag mit 350 zu sechs Stimmen zur Spitzenkandidatin gewählt. Sie schloss aus, als Juniorpartner in einer Koalition mit der Linkspartei ins Kabinett zu wechseln, sondern setzte darauf, stärkste Kraft zu werden.
Auf dem SPD-Landesparteitag im September 2015 wurde Budde, die als einzige Kandidatin antrat, mit 79 % im Amt bestätigt.
Der Magdeburger Oberbürgermeister Lutz Trümper, vormals SPD, warf Budde im Oktober 2015 öffentlich vor, sie habe ihm nahegelegt, in der Flüchtlingsfrage seine Meinung nicht mehr zu sagen. Trümper, der sich in dieser Frage mit den Positionen des SPD-Vorsitzenden Sigmar Gabriel und des Bundesaußenministers Frank-Walter Steinmeier in Übereinstimmung sieht, trat daraufhin aus der SPD (bis Juni 2017) aus.
Einen Tag nach der Landtagswahl am 13. März 2016 trat Katrin Budde wegen der hohen Verluste ihrer Partei als Landesvorsitzende und Vorsitzende der SPD-Fraktion im Landtag zurück.

### Abgeordnete
Von 1990 bis 2017 war Budde Mitglied des Landtages von Sachsen-Anhalt. Hier war sie von 1994 bis 2001 und von 2002 bis 2006 stellvertretende Fraktionsvorsitzende der SPD-Landtagsfraktion. Budde konnte sich im Magdeburger Süden (Wahlkreis Magdeburg IV) bei den Landtagswahlen von 2002 bis 2016 nicht gegen die Kandidaten von CDU oder Die Linke durchsetzen und zog jeweils über die Landesliste ihrer Partei in den Landtag ein.
Als SPD-Fraktionsvorsitzende im sachsen-anhaltischen Landtag von 2006 bis März 2016 war sie Mitglied im Ältestenrat. Nach dem schlechten Abschneiden der SPD bei der Landtagswahl 2016 wurde Budde am 15. März 2016 von Andreas Steppuhn als Fraktionsvorsitzender abgelöst.
Bei der Bundestagswahl 2017 kandidierte sie sowohl als Direktkandidatin im Bundestagswahlkreis Mansfeld als auch über die Landesliste der SPD. Über die Landesliste zog sie in den 19. Deutschen Bundestag ein. Auch bei der Bundestagswahl 2021 zog sie in den Bundestag ein. Im Bundestag war sie ordentliches Mitglied im Ausschuss für Kultur und Medien, sowie im Verteidigungsausschuss. Zudem engagierte Budde sich als stellvertretendes Mitglied im Ausschuss für Ernährung und Landwirtschaft und im Parlamentarischen Begleitgremium COVID-19-Pandemie. Zudem ist sie stellvertretende Vorsitzende der Deutsch-Schweizerischen Parlamentariergruppe.
Bei der Bundestagswahl 2025 kandidierte sie nicht erneut.

### Öffentliche Ämter
Nach dem Rücktritt von Matthias Gabriel 2001 wurde Katrin Budde Ministerin für Wirtschaft und Technologie des Landes Sachsen-Anhalt in der von Ministerpräsident Reinhard Höppner geführten Landesregierung (Kabinett Höppner II). Da das Magdeburger Modell bei der Landtagswahl 2002 seine Mehrheit verloren hatte, schied Katrin Budde am 16. Mai 2002 aus ihrem Amt aus. Am 30. Januar 2018 wurde Katrin Budde zur Vorsitzenden des Ausschusses für Kultur und Medien des 19. Deutschen Bundestages gewählt.
Budde war Vorsitzende der Jury für die Vergabe des Standorts des Zukunftszentrums für Deutsche Einheit und Europäische Transformation.
Budde ist in der 20. Wahlperiode stellvertretende Vorsitzende des Parlamentarischen Freundeskreises Berlin-Taipeh.

## Mitgliedschaften
- IG Metall
- Vorstand der Schiller-Stiftung
- Förderverein Puppentheater e. V.
- Förderverein Schauspiel Magdeburg e. V.
- Arbeiterwohlfahrt
- Fördermitglied der SJD – Die Falken
- Kommission „30 Jahre Friedliche Revolution und Deutsche Einheit“ (2019–2020)[18]
- Stiftungsrat der Stiftung Netzwerk Leben[19]